# Padosan
Padosan (Hindi: पड़ोसन, Urdu: پڑوسن) ist eine indische Filmkomödie von Jyoti Swaroop aus dem Jahr 1968. Sie ist eine Verfilmung der Geschichte Pasher Bari von Arun Choudhury.

## Handlung
Ein einfacher Mann namens Bhola hat sich in die Nachbarstochter Bindu verliebt. Um sie zu beeindrucken, will er ihr etwas vorsingen. Problem: Bhola kann nicht singen und bittet seinen Freund Vidyapathi, ein berühmter Sänger, ihm zu helfen. Während nun Bhola seinen Mund bewegt, singt Vidyapathi versteckt im Hintergrund. Bindu ist entzückt und verliebt sich in Bhola.
Bindus Musiklehrer Master Pillai ist auch heimlich in seine Schülerin verliebt und hält sogar um ihre Hand an. Doch Bindu liebt Bhola und lehnt seinen Antrag ab.
Eines Tages erfährt Bindu von Bholas Lüge und trennt sich enttäuscht von ihm. Aus Wut will sie nun Master Pillai heiraten. Während beide mitten in der Hochzeitsvorbereitung stecken, schmiedet Bhola Pläne Bindu wieder zurückzugewinnen.
Am Hochzeitstag hat Vidyapathi eine Idee. Er täuscht vor, dass Bhola Selbstmord begangen hat und legt einen Abschiedsbrief hinzu. Anschließend erzählt er Bindu von dem Vorfall und kann sie überzeugen. Sofort rennt sie zu Bhola und liest den Brief. Sie bereut ihn je verlassen zu haben und will ihn wach rütteln. Bhola wacht auf und die beiden können mit Master Pillais Zustimmung heiraten.

## Musik
| Songtitel                     | Sänger/in                |
| ----------------------------- | ------------------------ |
| Mere Saamne Wali Khidki Mein  | Kishore Kumar            |
| Bhai Bhatur                   | Lata Mangeshkar          |
| Ek Chatur Naar Karke Shingaar | Kishore Kumar, Manna Dey |
| Kehna Hai                     | Kishore Kumar            |
| Main Chali Main Chali         | Lata Mangeshkar          |
| Mere Bhole Balam              | Kishore Kumar            |
| Sharm Aati Hai Magar          | Lata Mangeshkar          |
| Sanwariya Sanwariya           | Manna Dey                |

Die Liedtexte zur Musik von Rahul Dev Burman schrieb Rajendra Krishan, der auch das Drehbuch und die Dialoge des Films verfasste.

## Hintergrund
Die originale bengalische Geschichte wurde zuvor bereits mehrfach verfilmt: 1952 von Sudhir Mukherjee unter dem Originaltitel, 1953 von C. Pullaiah als Pakkinti Ammayi und 1960 von V. Raghavaiah unter dem Titel Adutha Veetu Penn.

## Sonstiges
Der Film wurde von den Indiatimes Movies zu den Top 25 Must See Bollywood Films gewählt.